# Förtjänstutredningen
Förtjänstutredningen (Ju 2019:09) var en svensk  parlamentariskt sammansatt kommitté. Utredningens områden var över det offentliga belöningssystemet, de allmänna flaggdagarna samt utformningen av anslaget till hovet. Utredningen tillsattes 2019 och presenterade sitt betänkande 2021. I utredningen satt representanter från alla partier i Sveriges riksdag.
Utredningen ledde till att utdelningen av Svärdsorden, Nordstjärneorden och Vasaorden återupptogs för svenska medborgare.

## Bakgrund
Riksdagen 1973 beslutade att de svenska ordnarna Serafimerorden, Svärdsorden, Nordstjärneorden och Vasaorden inte längre skulle delas ut till svenska medborgare. 1979 beslutade riksdagen även om en ändring av Successionsordningen, som innebar införandet av full kognatisk tronföljd, vilket innebar att manliga och kvinnliga ättlingar till konung Carl XVI Gustaf skulle ha lika arvsrätt till den svenska tronen. Dessa beslut ledde till att Sverige var ett av få länder som inte belönade sina medborgare med ordnar, samt att det svenska kungahuset växte sig större.
Den 15 maj 2018 offentliggjordes en uppgörelse mellan sex riksdagspartier (Socialdemokraterna, Moderaterna, Miljöpartiet, Centerpartiet, Liberalerna och Kristdemokraterna) som gick ut på att anslaget till hovet skulle anpassas, så att endast en begränsad del av kungahuset utförde offentliga åtaganden. Som en del av uppgörelsen skulle utdelandet av ordnar till svenska medborgare återupptas. Uppgörelsen ledde till ett initiativ i konstitutionsutskottet. Den 30 maj beslutade riksdagen att rikta ett tillkännagivande till regeringen.
Innan regeringen hunnit tillsätta utredningen beslutade kung Carl XVI Gustaf själv om en begränsning av kungahuset. I en kommuniké från Riksmarskalksämbetet den 17 oktober 2019 tillkännagavs att kungen och kronprinsessan Victoria, tillsammans med drottning Silvia och prins Daniel, skulle vara Sveriges främsta representanter inom landet och gentemot andra stater. Prins Carl Philip, prinsessan Sofia och prinsessan Madeleine skulle utföra officiella uppdrag i viss utsträckning, medan deras barn inte skulle utföra uppdrag och därför inte längre skulle räknas som kungliga högheter eller räknas till det kungliga huset, även om de fortfarande tillhörde den kungliga familjen.
Den 7 november 2019 fastställde regeringen Löfven II direktiv för utredningen.

## Ledamöter
Före detta talmannen Björn von Sydow utsågs den 7 november 2019 att vara ordförande för utredningen. Den 19 december utsågs ytterligare elva ledamöter, som representerade de politiska partierna i riksdagen, att utgöra den parlamentariska kommittén: Tobias Billström (M), Hans Ekström (S), Karin Enström (M), Jonas Eriksson (MP), Ida Karkiainen (S), Kristoffer Löfblad (SD), Caroline Nordengrip (SD), Tuve Skånberg (KD), Helena Vilhelmsson (C), Jessica Wetterling (V) och Allan Widman (L).

## Betänkande
I september 2021 överlämnade kommittén sitt betänkande Ett modernt belöningssystem, de allmänna flaggdagarna och redovisningen av anslaget till hovet (SOU 2021:74) till Regeringen Löfven III. Betänkandet innehöll ett antal förslag. Som bilaga till betänkandet fanns en rättshistorisk utredning av Martin Sunnqvist.

### Belöningssystemet
Kommittén föreslog införandet av ett nytt centralt system för belöning bestående av rikets främsta utmärkelser: det statliga ordensväsendet och regeringens utmärkelser. Ordnar skulle tilldelas såväl svenska och utländska medborgare. Vem som helst som utfört en förtjänstfull insats skulle kunna nomineras för en utmärkelse. Ett självständigt råd skulle inrättas med uppgift att granska inkomna nomineringar och avge yttrande till regeringen.
Kommittén föreslog att utmärkelsen För nit och redlighet i rikets tjänst skulle behållas, med mindre justeringar. Av kommitténs enkät till myndigheterna framgick att det fanns ett brett stöd för att behålla den. Kommittén föreslog att kravet på 30 års anställningstid även skulle behållas.

### Flaggdagarna
Kommittén föreslog att dagen för val till Europaparlamentet, som infaller vart femte år, skulle bli allmän flaggdag. Kommittén föreslog även att de kungliga flaggdagarna skulle minskar i antal. Från och med nästa tronskifte ska statschefens födelsedag vara allmän flaggdag; tronföljarens födelsedag ska vara allmän flaggdag från det år tronföljaren fyller 18 år. Därmed upphör namnsdagar liksom drottningens födelsedag att vara flaggdagar.

### Anslaget till hovet
Kommittén välkomnade en ökad öppenhet från Hovstaten om hur anlaget disponeras. Hovstatens årsredovisning skulle framöver visa hur anslaget fördelats bland de medlemmar av kungafamiljen som utfört officiella uppdrag. Kommittén välkomnade kungens beslut om kungahusets sammansättning från 2019.

## Beslut
Den 13 april 2022 lämnade regeringen Andersson en proposition till riksdagen om införandet av ett belöningssystem enligt utredningens förslag. Propositionen fick stöd i konstitutionsutskottet och röstades igenom i kammaren den 15 juni 2022 med 274 röster för och 23 emot.
Den 15 december 2023 fastställde regeringen Kristersson Förordning (2022:1800) om Sveriges främsta utmärkelser som trädde i kraft den 1 februari 2023. Den 2 februari samma år godkände regeringen de nya ordensstadgarna.
Den 16 februari 2023 beslutade regeringen att dagen för val till Europaparlamentet ska vara allmän flaggdag.
Den 21 mars 2024 beslutande konungen, på förord av regeringen, att förläna de svenska riddarordnarna till 13 svenska icke-kungliga medborgare.